# Pottermore
Pottermore est un ancien site web proposé par J. K. Rowling autour de l’univers étendu de Harry Potter. 
Entre son lancement en juin 2011 et sa fermeture en octobre 2019, le site vend des exemplaires électroniques et audio des sept tomes de la série littéraire et fournit du contenu additionnel rédigé par l'auteure elle-même ainsi que des articles d’actualités sur la franchise.
En 2019, une grande partie de son contenu est déplacée sur le nouveau site, WizardingWorld.com (renommé HarryPotter.com en octobre 2024). Pottermore Publishing reste l’éditeur des éditions numériques des romans Harry Potter.

## Concept dePottermore
J. K. Rowling a aidé à concevoir et écrire certaines fonctionnalités clés de Pottermore en fonction des livres de Harry Potter, donnant un aperçu alternatif et un retour sur sa série. Elle a également rédigé de nouveaux contenus sur les personnages, les endroits et les objets de ses célèbres histoires. Pottermore était le seul site officiel où les fans étaient en mesure de trouver de nouvelles informations de J. K. Rowling sur son univers sorcier. Il était également reconnu comme étant le site de référence pour les actualités liées à la franchise.

## Historique
(décembre 2014).

### Lancement du projet
Une page Web dotée d'un compte à rebours annonçant le projet est apparue en juin 2011. La page Web était liée à une vidéo interactive de YouTube. L'auteure J.K. Rowling a révélé quelques détails sur le site via une vidéo. Le site est originellement développé par TH_NK et sponsorisé par Sony. Le 31 juillet 2011 (l'anniversaire de Rowling et du personnage Harry Potter), fut lancée une campagne permettant à un million de fans d'accéder au site en avant-première.

### Prémices: l'opération « Plume Magique »
Dans l'univers de Harry Potter, la Plume Magique, située à Poudlard, détecte la naissance d'enfants ayant des capacités extraordinaires. Elle inscrit leur nom sur un registre. Chaque année avant la rentrée scolaire, le directeur ou la directrice consulte le registre et envoie leurs lettres aux enfants qui ont atteint leur onzième année.
Le site a mis en place, à partir du 31 juillet 2011, un système d'inscriptions en avant première par le biais de l'Opération « Plume Magique » : chaque jour et durant une semaine, un indice concernant l'univers de Harry Potter est dévoilé aux fans qui sont tenus de résoudre l'énigme afin d'obtenir leur droit d'inscription. Les premières inscriptions sont limitées afin de répartir les chances sur la semaine entière (environ 143 000 personnes par jour, pour atteindre le million d'ici le 6 août). 
Cette sélection de 1 million de fans du monde entier a permis à ces derniers un accès privilégié à la version bêta du site Pottermore, et a permis de récolter les premières impressions et suggestions d'améliorations pour l'ouverture officielle du site, en avril 2012.

### Premiers accès anticipés (bêta testeurs)
Le 16 août 2011, dans l'après-midi, Pottermore envoyait les premiers courriels pour que les bêta testeurs commencent à utiliser le site. De plus quelques infos ont été données sur le blogue officiel : 

« […] D'abord, nous inviterons un très petit nombre de gens sur le site, donc vous pouvez ne pas recevoir votre courriel de bienvenue tout de suite. Nous enverrons ces courriels de Bienvenue durant les prochaines semaines et, dès que le vôtre arrivera, vous serez capables de vous connecter et de commencer à nous aider à développer l'expérience Pottermore. […] En partageant vos pensées avec nous tout au long de ce bêta. Comment? En utilisant le bouton 'beta feedback' […] Très bientôt, nous ouvrirons les enregistrements Pottermore pour octobre. Cela signifie : […] Vous ne devez pas vous inscrire pour le mois d'octobre si vous avez déjà un compte avec accès anticipé (béta) […]. »

— Pottermore (16 août 2011).
Le 18 août 2011 vers 19:00 BST, Pottermore annonce les premiers résultats : « En seulement quatre jours, nous avons eu beaucoup d’informations, ainsi, nous avons commencé à faire des changements pour améliorer l’expérience Pottermore ».
Les jours suivants et jusqu'à la fin du mois d'août, Pottermore envoie de nouveaux courriels de bienvenue en plusieurs vagues. Après cela, une pause d'envoi des courriels de bienvenue est effectuée pour pouvoir observer plus en détail les commentaires et suggestions des bêta-testeurs.

### Ouverture officielle
Les inscriptions pour la version finale de Pottermore étaient prévues à l'origine en octobre 2011. Les inscriptions ont finalement été reportées à la suite des commentaires des bêta testeurs et l'équipe technique décide d'étendre la période bêta dans le but d'améliorer Pottermore. 
Le site "Pottermore Insider" a finalement annoncé que la date officielle de l'ouverture serait aux environs de début avril 2012. Le samedi 14 avril 2012, Pottermore ouvre finalement au public.

### Première version (2012): contenu ludique

Premier logo du site.

Pottermore est présenté comme une expérience interactive consacrée à la lecture. Le site permet aux lecteurs de participer au récit, de donner leur avis, de poster leurs propres textes mettant en scène les personnages de Harry Potter et de découvrir de nombreuses informations inédites sur le monde révélées par son auteur.
À son lancement, Pottermore est basé sur l'histoire de Harry Potter à l'école des sorciers. Les histoires des autres volumes sont ajoutées au fur et à mesure. Lorsque les histoires des autres livres sont ajoutées, le site bénéficie de nouvelles fonctionnalités.
Comme dans la série, chaque personne inscrite appartient à l'une des Maisons de Poudlard. J.K. Rowling a créé une série de questions pour le Choixpeau magique, et les réponses à ces questions déterminent à laquelle des quatre maisons la personne sera attribuée. Une fois que la personne est répartie, elle n'est pas en mesure de changer, la décision du Choixpeau étant définitive.
Une fois inscrit, le lecteur peut trouver et inviter ses contacts Facebook et laisser des commentaires dans la Salle Commune de sa Maison ou dans la Grande Salle.
Il y a quelques jeux simples auxquels les utilisateurs peuvent jouer (préparer des potions, apprendre des sortilèges, se battre en duel). Pottermore est en relation avec les livres : les utilisateurs font l'expérience de l'histoire de Harry d'une manière singulière et découvrent des contenus inédits écrits par J. K. Rowling sur des personnages, des lieux ou des objets de l'univers. Les lieux sont « visitables », comme le Chemin de Traverse, par exemple, où l'utilisateur peut se servir de la monnaie virtuelle du site (les « Gallions ») pour obtenir des objets virtuels dans les diverses boutiques.
La Coupe des Quatre Maisons est également présente. Au fur et à mesure de la progression dans l'histoire, les internautes sont en mesure de gagner des points pour leur maison et d'aider à remporter la Coupe.

### Mise à jour (2015): sobriété
À partir de 2015, Pottermore change radicalement son esthétique et ses fonctionnalités pour s'adapter à un public devenu adulte. Le site, à présent exclusivement en anglais, adopte davantage les aspects d'une encyclopédie, abandonnant les mini-jeux de type fabrication de potions, duels entre sorciers ou achats sur le chemin de Traverse. Bien qu'étant toujours illustré, le site devient à la fois plus sobre et plus dynamique. L'utilisateur ne suit plus le déroulement de l'histoire roman par roman mais peut accéder directement à ce qu'il recherche sur l'ensemble de l'œuvre. 
Le menu du site se compose de cinq rubriques principales spécifiques :
- Writing by J. K. Rowling : sélection de textes inédits de l'auteure, classés par thème.
- Explore the story : permet d'accéder aux informations regroupées sur les différents personnages, créatures, lieux, objets magiques ou sortilèges, répertoriés par catégories interactives. L'utilisateur recherchant des informations sur un personnage précis peut retrouver sur son thème divers contenus qui lui sont liés directement ou indirectement. Par exemple, la page de Remus Lupin contient une biographie inédite du personnage par l'auteure, des images des films et illustrations mettant les personnages en scène, des citations et passages de certains livres le concernant, un texte inédit de J. K. Rowling à propos des loups-garous, etc.
- Fantastic Beasts : sélection d'articles autour de la série de films dérivée Les Animaux fantastiques, écrite par J. K. Rowling.
- Cursed Child : sélection d'articles autour de la pièce de théâtre Harry Potter et l'Enfant maudit à laquelle J. K. Rowling a collaboré.
- Features : sélection d'articles rédigés librement par l'équipe de Pottermore autour du monde des sorciers.

### Wizarding World Digital(depuis 2019)
En mai 2019, un partenariat commercial entre Pottermore et Warner Bros est annoncé sous le nouveau nom de Wizarding World Digital. Le contenu présent sur le site Pottermore sera transféré sur un nouveau site, dans l'objectif d'ajouter de nouveaux contenus et services, et « d’élargir et d’approfondir » l’exploitation de la franchise du monde des sorciers (centrée sur les séries Harry Potter et Les Animaux fantastiques),.
Le 16 mai 2019, les premières fonctionnalités de Wizaring World Digital sont accessibles au grand public. À travers différentes caractéristiques renseignées au cours de l'inscription (équipe de quidditch, objets, créatures préférées...) une sorte de passeport magique est créé sur le site où la personne inscrite peut connaître sa maison et son patronus. Ce « passeport » est partageable sur les réseaux sociaux. D'autres fonctionnalités sont à venir mais n'ont pas été encore présentées sur le site. Les comptes créés sur le site de Pottermore peuvent être transférés jusqu'au nouveau site web afin de conserver les caractéristiques déjà établies,.
Pottermore ferme le 2 octobre 2019, redirigeant vers la nouvelle adresse WizardingWorld.com, qui devient Harry Potter.com en octobre 2024.